# Земельний кодекс України (2001)
Земельний кодекс України (ЗКУ) — основний нормативно-правовий акт земельного законодавства України, ухвалений Верховною Радою України 25 жовтня 2001 року (№ 2768-III).
Земельний кодекс України є кодифікованим нормативним актом (законом), який конкретизує положення Конституції України щодо регулювання земельних відносин, визначає основний зміст практично всіх інститутів земельного права.

## Структура Земельного кодексу
Земельний кодекс України складається з десяти розділів (поділені на глави та статті), розмежованих за сферою регулювання:

### Розділ I. Загальна частина
Глава 1. Основні положення
- № 1. Земля — основне національне багатство

- № 2. Земельні відносини

- № 3. Регулювання земельних відносин

- № 4. Земельне законодавство та його завдання

- № 5. Принципи земельного законодавства

Глава 2. Повноваження Верховної Ради України, Верховної Ради Автономної Республіки Крим та органів місцевого самоврядування в галузі земельних відносин
- № 6. Повноваження Верховної Ради України в галузі земельних відносин

- № 7. Повноваження Верховної Ради Автономної Республіки Крим у галузі земельних відносин

- № 8. Повноваження обласних рад у галузі земельних відносин

- № 9. Повноваження Київської і Севастопольської міських рад у галузі земельних відносин

- № 10. Повноваження районних рад у галузі земельних відносин

- № 11. Повноваження районних у містах рад у галузі земельних відносин

- № 12. Повноваження сільських, селищних, міських рад у галузі земельних відносин

Глава 3. Повноваження органів виконавчої влади в галузі земельних відносин
- № 13. Повноваження Кабінету Міністрів України в галузі земельних відносин

- № 14. Повноваження центрального органу виконавчої влади, що забезпечує формування державної політики у сфері охорони навколишнього природного середовища, у галузі земельних відносин

- № 14-1. Повноваження центрального органу виконавчої влади, що реалізує державну політику у сфері охорони навколишнього природного середовища, у галузі земельних відносин

- № 14-2. Повноваження центрального органу виконавчої влади, що реалізує державну політику із здійснення державного нагляду (контролю) у сфері охорони навколишнього природного середовища, раціонального використання, відтворення і охорони природних ресурсів, у галузі земельних відносин

- № 15. Повноваження центрального органу виконавчої влади, що забезпечує формування державної політики у сфері земельних відносин

- № 15-1. Повноваження центрального органу виконавчої влади, що реалізує державну політику у сфері земельних відносин

- № 15-2. Повноваження центрального органу виконавчої влади, що реалізує державну політику у сфері здійснення державного нагляду (контролю) в агропромисловому комплексі, у сфері земельних відносин

- № 16. Повноваження Ради міністрів Автономної Республіки Крим у галузі земельних відносин

- № 17. Повноваження місцевих державних адміністрацій у галузі земельних відносин

- № 17-1. Повноваження державних органів приватизації у галузі земельних відносин

### Розділ II. Землі України
Глава 4. Склад та цільове призначення земель України
- № 18. Склад земель

- № 19. Категорії земель

- № 20. Встановлення та зміна цільового призначення земельних ділянок

- № 21. Наслідки порушення порядку встановлення та зміни цільового призначення земель

Глава 5. Землі сільськогосподарського призначення
- № 22. Визначення земель сільськогосподарського призначення та порядок їх використання

- № 23. Пріоритетність земель сільськогосподарського призначення

- № 24. Земельні ділянки державних і комунальних сільськогосподарських підприємств, установ та організацій

- № 25. Приватизація земель державних і комунальних сільськогосподарських підприємств, установ та організацій

- № 26. Використання земельних ділянок з меліоративними системами

- № 27. Збереження права на землю сільськогосподарських підприємств, установ та організацій, особистих селянських і фермерських господарств

- № 28. Земельні ділянки сільськогосподарських підприємств

- № 29. Визначення місця розташування земельних ділянок громадян при ліквідації сільськогосподарських підприємств, установ та організацій

- № 30. Розподіл несільськогосподарських угідь при ліквідації сільськогосподарських підприємств

- № 31. Землі фермерського господарства

- № 32. Приватизація земельних ділянок членами фермерських господарств

- № 33. Земельні ділянки особистих селянських господарств

- № 34. Землі для сінокосіння і випасання худоби

- № 35. Земельні ділянки для садівництва

- № 36. Земельні ділянки для городництва

- № 37. Право несільськогосподарських підприємств, установ та організацій на землю

Глава 6. Землі житлової та громадської забудови
- № 38. Визначення земель житлової та громадської забудови

- № 39. Використання земель житлової та громадської забудови

- № 40. Земельні ділянки для будівництва та обслуговування жилого будинку, господарських будівель і гаражного будівництва

- № 41. Земельні ділянки житлово-будівельних (житлових) і гаражно-будівельних кооперативів

- № 42. Земельні ділянки багатоквартирних жилих будинків

Глава 7. Землі природно-заповідного фонду та іншого природоохоронного призначення
- № 43. Землі природно-заповідного фонду

- № 44. Склад земель природно-заповідного фонду

- № 45. Використання земель природно-заповідного фонду

- № 46. Землі іншого природоохоронного призначення та їх використання

Глава 8. Землі оздоровчого призначення
- № 47. Визначення земель оздоровчого призначення

- № 48. Обмеження діяльності на землях оздоровчого призначення

- № 49. Використання земель оздоровчого призначення

Глава 9. Землі рекреаційного призначення
- № 50. Визначення земель рекреаційного призначення

- № 51. Склад земель рекреаційного призначення

- № 52. Використання земель рекреаційного призначення

Глава 10. Землі історико-культурного призначення
- № 53. Склад земель історико-культурного призначення

- № 54. Використання земель історико-культурного призначення

Глава 11. Землі лісогосподарського призначення
- № 55. Визначення земель лісогосподарського призначення

- № 56. Власність на землі лісогосподарського призначення

- № 57. Використання земель лісогосподарського призначення

Глава 12. Землі водного фонду
- № 58. Склад земель водного фонду

- № 59. Право на землі водного фонду

- № 60. Прибережні захисні смуги

- № 61. Обмеження у використанні земельних ділянок прибережних захисних смуг уздовж річок, навколо водойм та на островах

- № 62. Обмеження у використанні земельних ділянок прибережних захисних смуг уздовж морів, морських заток і лиманів та на островах у внутрішніх морських водах

- № 63. Смуги відведення

- № 64. Берегові смуги водних шляхів

Глава 13. Землі промисловості, транспорту, зв'язку, енергетики, оборони та іншого призначення
- № 65. Визначення земель промисловості, транспорту, зв'язку, енергетики, оборони та іншого призначення

- № 66. Землі промисловості

- № 66-1. Землі індустріальних парків

- № 67. Землі транспорту

- № 68. Землі залізничного транспорту

- № 69. Землі морського транспорту

- № 70. Землі річкового транспорту

- № 71. Землі автомобільного транспорту та дорожнього господарства

- № 72. Землі авіаційного транспорту

- № 73. Землі трубопровідного транспорту

- № 74. Землі міського електротранспорту

- № 75. Землі зв'язку

- № 76. Землі енергетичної системи

- № 77. Землі оборони

### Розділ III. Права на землю
Глава 14. Право власності на землю
- № 78. Зміст права власності на землю

- № 79. Земельна ділянка як об'єкт права власності

- № 79-1. Формування земельної ділянки як об'єкта цивільних прав

- № 80. Суб'єкти права власності на землю

- № 81. Право власності на землю громадян

- № 82. Право власності на землю юридичних осіб

- № 83. Право власності на землю територіальних громад

- № 84. Право власності на землю держави

- № 85. Право власності на землю іноземних держав

- № 86. Спільна власність на земельну ділянку

- № 87. Виникнення права спільної часткової власності на земельну ділянку

- № 88. Володіння, користування та розпорядження земельною ділянкою, що перебуває у спільній частковій власності

- № 89. Спільна сумісна власність на земельну ділянку

- № 90. Права власників земельних ділянок

- № 91. Обов'язки власників земельних ділянок

Глава 15. Право користування землею
- № 92. Право постійного користування земельною ділянкою

- № 93. Право оренди земельної ділянки

- № 94. Право концесіонера на земельну ділянку

- № 95. Права землекористувачів

- № 96. Обов'язки землекористувачів

- № 97. Обов'язки підприємств, установ та організацій, що проводять розвідувальні роботи

Глава 16. Право земельного сервітуту
- № 98. Зміст права земельного сервітуту

- № 99. Види права земельного сервітуту

- № 100. Порядок встановлення земельних сервітутів

- № 101. Дія земельного сервітуту

- № 102. Припинення дії земельного сервітуту

Глава 16-1. Право користування чужою земельною ділянкою для сільськогосподарських потреб або для забудови
- № 102-1. Підстави набуття і зміст права користування чужою земельною ділянкою для сільськогосподарських потреб або для забудови

Глава 17. Добросусідство
- № 103. Зміст добросусідства

- № 104. Попередження шкідливого впливу на сусідню земельну ділянку

- № 105. Наслідки проникнення на земельну ділянку гілок і коренів дерев

- № 106. Обов'язки щодо визначення спільних меж

- № 107. Відновлення меж

- № 108. Спільне використання межових споруд

- № 109. Використання дерев, які стоять на межі земельних ділянок

Глава 18. Обмеження прав на землю
- № 110. Поняття обмеження у використанні земельних ділянок, обтяження прав на земельну ділянку

- № 111. Обтяження прав на земельну ділянку, обмеження у використанні земель

- № 112. Охоронні зони

- № 113. Зони санітарної охорони

- № 114. Санітарно-захисні зони

- № 115. Зони особливого режиму використання земель

### Розділ IV. Набуття і реалізація права на землю
Глава 19. Набуття права на землю громадянами та юридичними особами
- № 116. Підстави набуття права на землю із земель державної та комунальної власності

- № 117. Передача земельних ділянок державної власності у комунальну власність чи земельних ділянок комунальної власності у державну власність

- № 118. Порядок безоплатної приватизації земельних ділянок громадянами

- № 119. Набуття права на земельну ділянку за давністю користування (набувальна давність)

- № 120. Перехід права на земельну ділянку у разі набуття права на жилий будинок, будівлю або споруду

- № 121. Норми безоплатної передачі земельних ділянок громадянам

- № 122. Повноваження органів виконавчої влади, Верховної Ради Автономної Республіки Крим, органів місцевого самоврядування щодо передачі земельних ділянок у власність або у користування

- № 123. Порядок надання земельних ділянок державної або комунальної власності у користування

- № 124. Порядок передачі земельних ділянок в оренду

- № 125. Виникнення права на земельну ділянку

- № 126. Оформлення речових прав на земельну ділянку

Глава 20. Продаж земельних ділянок або прав на них на підставі цивільно-правових договорів
- № 127. Продаж земельних ділянок державної чи комунальної власності або прав на них

- № 128. Порядок продажу земельних ділянок державної та комунальної власності громадянам та юридичним особам

- № 129. Особливості продажу земельних ділянок державної або комунальної власності іноземним державам, іноземним юридичним особам

- № 130. Покупці земель сільськогосподарського призначення

- № 131. Набуття права власності на земельні ділянки на підставі інших цивільно-правових угод

- № 132. Зміст угод про перехід права власності на земельні ділянки

- № 133. Застава земельних ділянок або прав на них

Глава 21. Продаж земельних ділянок або прав на них на конкурентних засадах
- № 134. Обов'язковість продажу земельних ділянок державної чи комунальної власності або прав на них на конкурентних засадах (земельних торгах)

- № 135. Земельні торги

- № 136. Добір земельних ділянок державної чи комунальної власності та підготовка лотів для продажу на земельних торгах

- № 137. Підготовка до проведення та порядок проведення земельних торгів

- № 138. Встановлення результатів торгів

- № 139. Оприлюднення результатів земельних торгів

Глава 22. Припинення прав на землю
- № 140. Підстави припинення права власності на земельну ділянку

- № 141. Підстави припинення права користування земельною ділянкою

- № 142. Добровільна відмова від права власності або права постійного користування земельною ділянкою

- № 143. Підстави для примусового припинення прав на земельну ділянку

- № 144. Порядок припинення права користування земельними ділянками, які використовуються з порушенням земельного законодавства

- № 145. Припинення права власності на земельну ділянку особи, якій земельна ділянка не може належати на праві власності

- № 146. Викуп земельних ділянок для суспільних потреб

- № 147. Примусове відчуження земельних ділянок з мотивів суспільної необхідності

- № 148. Конфіскація земельної ділянки

- № 148-1. Перехід права власності на земельні ділянки, що перебувають у користуванні

- № 149. Порядок вилучення земельних ділянок

- № 150. Особливо цінні землі та порядок припинення прав на них

- № 151. Порядок погодження питань, пов'язаних з викупом земельних ділянок для суспільних потреб або з мотивів суспільної необхідності

### Розділ V. Гарантії прав на землю
Глава 23. Захист прав на землю
- № 152. Способи захисту прав на земельні ділянки

- № 153. Гарантії права власності на земельну ділянку

- № 154. Відповідальність органів виконавчої влади та органів місцевого самоврядування за порушення права власності на землю

- № 155. Відповідальність органів виконавчої влади та органів місцевого самоврядування за видання актів, які порушують права власників земельних ділянок

Глава 24. Відшкодування збитків власникам землі та землекористувачам
- № 156. Підстави відшкодування збитків власникам землі та землекористувачам

- № 157. Порядок відшкодування збитків власникам землі та землекористувачам

Глава 25. Вирішення земельних спорів
- № 158. Органи, що вирішують земельні спори

- № 159. Порядок розгляду земельних спорів органами місцевого самоврядування та центральним органом виконавчої влади, що реалізує державну політику у сфері земельних відносин

- № 160. Права і обов'язки сторін при розгляді земельних спорів

- № 161. Виконання рішення центрального органу виконавчої влади, що реалізує державну політику у сфері земельних відносин, та органів місцевого самоврядування щодо земельних спорів

### Розділ VI. Охорона земель
Глава 26. Завдання, зміст і порядок охорони земель
- № 162. Поняття охорони земель

- № 163. Завдання охорони земель

- № 164. Зміст охорони земель

- № 165. Стандартизація і нормування в галузі охорони земель та відтворення родючості ґрунтів

- № 166. Рекультивація порушених земель

- № 167. Охорона земель від забруднення небезпечними речовинами

- № 168. Охорона ґрунтів

Глава 27. Використання техногенно забруднених земель
- № 169. Поняття техногенно забруднених земель

- № 170. Особливості використання техногенно забруднених земель сільськогосподарського призначення

Глава 28. Консервація земель
- № 171. Деградовані і малопродуктивні землі

- № 172. Консервація деградованих, малопродуктивних і техногенно забруднених земель

### Розділ VII. Управління в галузі використання і охорони земель
Глава 29. Встановлення та зміна меж адміністративно-територіальних одиниць
- № 173. Межі районів, сіл, селищ, міст, районів у містах

- № 174. Органи, які приймають рішення про встановлення та зміну меж адміністративно-територіальних одиниць

- № 175. Порядок встановлення і зміни меж адміністративно-територіальних одиниць

- № 176. Посвідчення меж адміністративно-територіальних одиниць

Глава 30. Планування використання земель
- № 177. Загальнодержавні програми використання та охорони земель

- № 178. Регіональні програми використання та охорони земель

- № 179. Природно-сільськогосподарське районування земель

- № 180. Зонування земель

Глава 31. Землеустрій
- № 181. Поняття землеустрою

- № 182. Мета землеустрою

- № 183. Завдання землеустрою

- № 184. Зміст землеустрою

- № 185. Організація та порядок здійснення землеустрою

- № 186. Розгляд і затвердження землевпорядної документації

- № 186-1. Повноваження органів виконавчої влади в частині погодження проектів землеустрою щодо відведення земельних ділянок

Глава 32. Контроль за використанням та охороною земель
- № 187. Завдання контролю за використанням та охороною земель

- № 188. Державний контроль за використанням та охороною земель

- № 189. Самоврядний контроль за використанням та охороною земель

- № 190. Громадський контроль за використанням та охороною земель

Глава 33. Моніторинг земель
- № 191. Призначення моніторингу земель

- № 192. Завдання моніторингу земель

Глава 34. Державний земельний кадастр
- № 193. Визначення державного земельного кадастру

- № 194. Призначення державного земельного кадастру

- № 195. Завдання ведення державного земельного кадастру

- № 196. Склад відомостей Державного земельного кадастру

- № 197. Кадастрове зонування

- № 198. Кадастрові зйомки

- № 199. Бонітування ґрунтів

- № 200. Економічна оцінка земель

- № 201. Грошова оцінка земельних ділянок

- № 202. Державна реєстрація земельних ділянок

- № 203. Облік кількості та якості земель

- № 204. Ведення Державного земельного кадастру

Глава 35. Економічне стимулювання раціонального використання та охорони земель
- № 205. Зміст економічного стимулювання раціонального використання та охорони земель

- № 206. Плата за землю

Глава 36. Відшкодування втрат сільськогосподарського та лісогосподарського виробництва
- № 207. Умови відшкодування втрат сільськогосподарського та лісогосподарського виробництва

- № 208. Звільнення від відшкодування втрат сільськогосподарського та лісогосподарського виробництва

- № 209. Використання коштів, які надходять у порядку відшкодування втрат сільськогосподарського і лісогосподарського виробництва

### Розділ VIII. Відповідальність за порушення земельного законодавства
Глава 37. Відповідальність за порушення земельного законодавства
- № 210. Недійсність угод щодо земельних ділянок

- № 211. Відповідальність за порушення земельного законодавства

- № 212. Повернення самовільно зайнятих земельних ділянок